# アナンバス諸島
アナンバス諸島（インドネシア語：Kepulauan Anambas）は南シナ海南部にあるインドネシア領の諸島。リアウ諸島州に属する。大まかな位置は東経106度、北緯3度。シンガポールの北東200kmにある。主な島としてはジュマジャ島など。
周辺海域の大陸棚からは天然ガスが産出し、採取されたガスはシンガポールなどに輸出されている。
2014年、インドネシアは、違法操業をしていたベトナム漁船を拿捕した上、アナンバス諸島にて見せしめのために爆破処理している。 